# بویوک قره‌باغ (بولوادین)
بویوک قره‌باغ (به ترکی استانبولی: Büyükkarabağ) یک منطقهٔ مسکونی در ترکیه است که در بولوادین واقع شده‌است.